# Vol Avianca 203
El vol Avianca 203 era un vol interior colombià entre l'aeroport internacional El Dorado de Bogotà i l'aeroport internacional Alfonso-Bonilla-Aragón de Cali.
El 27 de novembre de 1989, el Boeing 727, número HK 1803 de la companyia colombiana Avianca, va ser destruït en ple vol pretesament per una bomba i cau a prop de Soacha, al departament de Cundinamarca. Dels 101 passatgers i 6 membres de tripulació, no hi va haver cap supervivent. Tres persones van morir igualment a terra per les restes de l'avió.
L'aparell s'havia enlairat de l'aeroport de Bogotà feia 5 minuts i volava a 794 km/h quan l'avió va esclatar.

## Investigació
L'atemptat del vol 203 és l'atac criminal més homicida durant els decennis de violència a Colòmbia Pablo Escobar, cap del Càrtel de Medellín, va patrocinar l'atemptat, esperant que mataria el candidat a l'elecció presidencial de 1990 César Gaviria. Tanmateix, Gaviria no era a l'avió i va ser finalment elegit president de Colòmbia.
Malgrat la versió oficial, segons El Espectador, César Gaviria no era a la llista dels passatgers del Vol 203 i no tenia la intenció d'anar a Cali aquell dia.

## Contra-investigació
Una investigació publicada pel periòdic colombià El Espectador suggereix que el vol no va ser destruït per una bomba, teoria sostinguda per historiadors i periodistes des de 1989, sinó per una fallada mecànica. Segons aquest diari, l'explosió va ser causada per una bomba de carburant defectuosa a l'interior d'un dipòsit mentre la investigació realitzada pels serveis oficials va ser incompleta i no va tenir en compte detalls essencials, com el reconeixement rigorós de les víctimes i la identitat suposada dels atacants.